# Gå rigtigt i trafikken
|  | Denne artikel er oprettet af botten Steenthbot ud fra en ekstern database. Den kan derfor have sproglige fejl eller mangler. Denne skabelon kan fjernes efter kontrol af indholdet. |

Gå rigtigt i trafikken er en dansk undervisningsfilm fra 1983 instrueret af Claus Ørsted og efter manuskript af Hans J. Johansen og Claus Ørsted.

## Handling
OBS. Færdselslære i 2-3. klasse.